# Archanara nigrostriata
Archanara nigrostriata là một loài bướm đêm trong họ Noctuidae.